# Amiota okinawana
Amiota okinawana är en tvåvingeart som beskrevs av Toyohi Okada 1971. Amiota okinawana ingår i släktet Amiota och familjen daggflugor. Inga underarter finns listade i Catalogue of Life.